# Microsoft Picture It!
Microsoft Picture It! ist ein Programm zur Bildbearbeitung von Microsoft. Die Entwicklung wurde eingestellt. Das Programm erschien erstmals mit Version 1.0 im September 1996. Vom Microsoft Publisher wurde das Konzept der assistentenunterstützten Vorlagengenerierung übernommen, um für den privaten Endanwender eine einfache Bedienung grundlegender Funktionen bei der Bildbearbeitung zu ermöglichen. Das Programm arbeitet mit Vektor- und Rastergrafik. Es lassen sich Collagen, Grußkarten, Flugblätter etc. erstellen. Auch Formsatz und Serienbriefe werden angeboten. Fotos lassen sich u. a. auffrischen und retuschieren. Es bietet Alpha-Maskierung und als erstes Amateurprogramm Sprite-Erstellung. Bei Spezialeffekten sowie bei Auswahl und Montage hat das Programm Schwächen, ein Zauberstab fehlt in der Normalversion. In der Version Foto Premium 9 ist ein solcher jedoch dabei. 1999 wurde auf der Grundlage dieses Programms ein semiprofessionelles Programm für Geschäftszwecke entwickelt und als Microsoft PhotoDraw vermarktet. Das Programm hatte allerdings keinen nennenswerten Erfolg und wurde nach der zweiten Version wieder eingestellt.
Picture It! verwendet die Endung „.MIX“ (Microsoft Image Extension), die auch von Microsoft PhotoDraw verwendet wird. Dennoch sind die Dateien zwischen beiden Programmen nicht kompatibel. Das Programm Microsoft Word enthält einen Importfilter für diese Bilddateien. Picture It! wurde von 2000 bis 2004 vor allem als Bestandteil der Microsoft Works Suite bekannt und konnte im Rahmen dieser OEM-Vermarktung einen gewissen Marktanteil erreichen.

## NachfolgerDigital Image Suiteund weitere Nachfolgeprodukte
Nach einer Neuausrichtung im Grafikbereich um 2003 wurde Picture It! erheblich überarbeitet und als Microsoft Foto Suite bzw. Digital Image Suite (USA) vermarktet, nachdem die Home-Publishing-Funktionen entfernt wurden und das Programm auf die Fotobearbeitung reduziert wurde. Die letzte Version wurde 2006 veröffentlicht und die Entwicklung danach ebenfalls eingestellt.
Einzelne Programmfunktionen wurden in die Werkzeuge von Microsoft Windows integriert, wie etwa den Windows Bild- und Fax-Viewer (bereits in Windows XP) und die Windows Live Photo Gallery in Windows Vista. Auch der Picture Manager als Office-Bestandteil basiert auf den Konvertierungs- und Formatfiltern von Picture It!

## Weblink
- Testbericht in PC-Welt online (Memento vom 9. Juni 2008 im Internet Archive) Test: Picture It Foto Designer Pro 7.0 (Memento vom 9. Juni 2008 im Internet Archive)